# 엘리아스피냐주

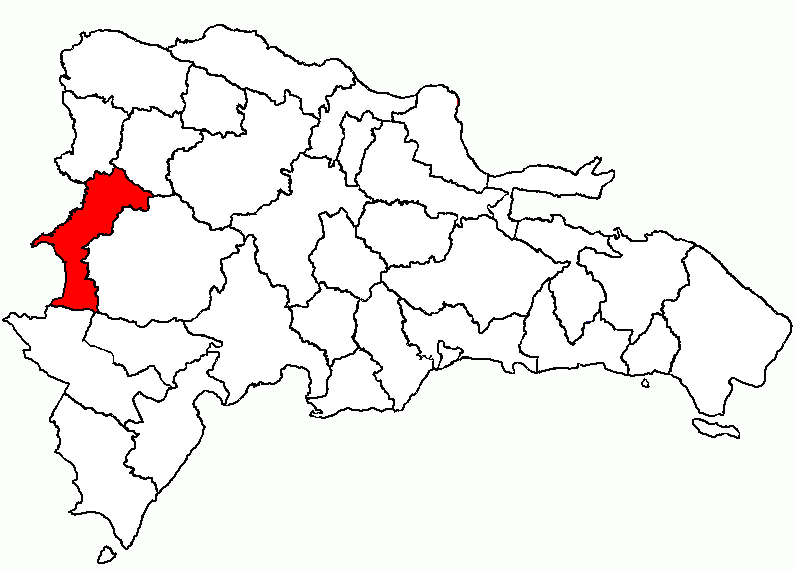
엘리아스피냐 주의 위치

엘리아스피냐주(스페인어: Elías Piña)는 도미니카 공화국 서부에 위치한 주로 주도는 코멘다도르이며 면적은 1,426.20km2, 인구는 84,632명(2014년 기준)이다. 1942년에 신설되었다.
북쪽으로는 다하본 주와 산티아고로드리게스 주, 동쪽으로는 산후안 주, 남쪽으로는 인데펜덴시아 주, 서쪽으로는 아이티와 접한다. 6개 지방 자치체와 7개 지구를 관할한다.